# Jättestugan
Jättestugan ( „Riesenstube“; auch Bäreberg genannt) ist eine große Steinkiste in Hult bei Bäreberg, westlich des  Flusses Nossan in der Gemeinde Essunga in Västergötland in Schweden. Die zwischen 2300 und 1800 v. Chr. errichtete Steinkiste gilt als eine der am besten erhaltenen aus der Jungsteinzeit Skandinaviens und liegt auf einer Moräne im Nossantal.
Die von einem Hügel mit etwa 9,0 m Durchmesser umgebene Steinkiste ist mit Innenmaßen von 7,5 × 1,5 m ungewöhnlich groß. Die Tragsteine, auf der einen Seite sieben und auf der anderen zehn, sind bis zu einem Meter hoch und breit, am Zugang jedoch niedriger. Man kann in die Kiste kriechen, die innen so hoch ist, dass man gebückt darin stehen kann. Die Decke besteht aus vier Platten.
Vor der Kiste stehen zwei etwas mehr als einen Meter hohe und etwa einen halben Meter breite Bautasteine.
Nördlich des Dorfes Bäreberg wurde 1910 in einem Feuchtgebiet ein Silberschatz der Wikingerzeit bestehend aus 183 Münzen, zwei Armbänder und Barren aus Silber gefunden. Die von Sven Gabelbart und Knut dem Großen geprägten Münzen wurden etwa 1050 n. Chr. deponiert.
Jättestugan ist auch der Beiname des Gantoftadösen, einem Dolmen in Kvistofta, in Schonen.